# François Feldman

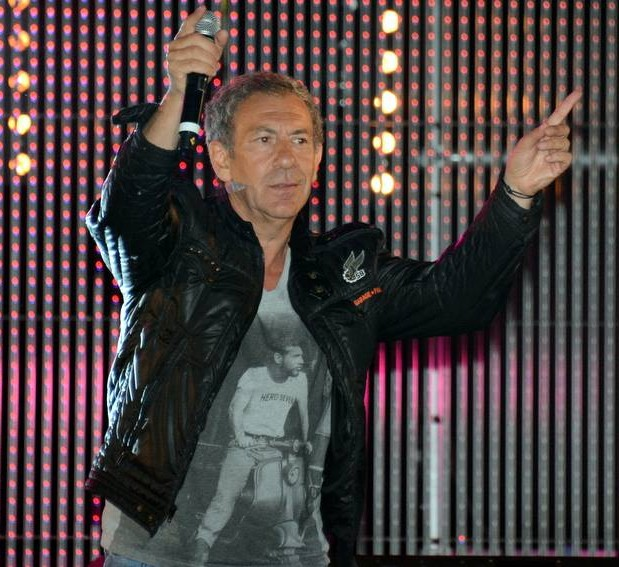
François Feldman

François Feldman (* 23. Mai 1958 in Paris) ist ein französischer Sänger, der in den späten 1980er und frühen 1990er Jahren in Frankreich große Erfolge feierte. Seine Chansons Les valses de Vienne (1989), Petit Frank (1990) und Joy (1992) landeten alle auf Platz 1 der französischen Single-Charts.

## Diskografie

### Alben
| Jahr | Titel                    | Höchstplatzierung, Gesamtwochen, AuszeichnungChartplatzierungen (Jahr, Titel, Platzierungen, Wochen, Auszeichnungen, Anmerkungen) | Höchstplatzierung, Gesamtwochen, AuszeichnungChartplatzierungen (Jahr, Titel, Platzierungen, Wochen, Auszeichnungen, Anmerkungen) | Höchstplatzierung, Gesamtwochen, AuszeichnungChartplatzierungen (Jahr, Titel, Platzierungen, Wochen, Auszeichnungen, Anmerkungen) | Anmerkungen   |
| Jahr | Titel                    | FR | BEW | CH | Anmerkungen   |
| ---- | ------------------------ | --- | --- | --- | ------------- |
| 1987 | Vivre vivre              | FR— PlatinFR | — | — |               |
| 1989 | Une présence             | FR— DiamantFR | — | CH— GoldCH |               |
| 1991 | Magic Boul'vard          | — | — | — |               |
| 1992 | Bercy 92                 | — | — | — | Livealbum     |
| 1993 | Indigo                   | — | — | — |               |
| 1995 | À contre-jour            | — | — | — |               |
| 1996 | Two Feldman              | FR— ×2DoppelgoldFR | BEW21 (11 Wo.)BEW | — | Best-Of-Album |
| 1997 | Best Feldman             | — | — | — | Best-Of-Album |
| 1997 | Couleurs d’origine       | FR65 (2 Wo.)FR | — | — |               |
| 2004 | Des larmes et de l’amour | FR132 (3 Wo.)FR | — | — |               |
| 2008 | Gold                     | — | — | — | Best-Of-Album |

grau schraffiert: keine Chartdaten aus diesem Jahr verfügbar

### Singles
| Jahr | Titel Album                             | Höchstplatzierung, Gesamtwochen, AuszeichnungChartplatzierungen (Jahr, Titel, Album, Platzierungen, Wochen, Auszeichnungen, Anmerkungen) | Höchstplatzierung, Gesamtwochen, AuszeichnungChartplatzierungen (Jahr, Titel, Album, Platzierungen, Wochen, Auszeichnungen, Anmerkungen) | Anmerkungen         |
| Jahr | Titel Album                             | FR | BEW | Anmerkungen         |
| ---- | --------------------------------------- | --- | --- | ------------------- |
| 1986 | Rien que pour toi –                     | FR12 (18 Wo.)FR | — |                     |
| 1988 | Slave –                                 | FR5 Silber · (20 Wo.)FR | — |                     |
| 1988 | Je te retrouverai –                     | FR19 (18 Wo.)FR | — |                     |
| 1989 | Le mal de toi –                         | FR9 Silber · (16 Wo.)FR | — |                     |
| 1989 | Joue pas –                              | FR2 Gold · (22 Wo.)FR | — | mit Joniece Jamison |
| 1989 | Les valses de Vienne –                  | FR1 Gold · (23 Wo.)FR | — |                     |
| 1990 | C’est toi qui m’as fait –               | FR2 Silber · (18 Wo.)FR | — |                     |
| 1990 | Petit Frank –                           | FR1 (22 Wo.)FR | — |                     |
| 1991 | J’ai peur –                             | FR7 (19 Wo.)FR | — | mit Joniece Jamison |
| 1991 | Le serpent qui danse –                  | FR15 (14 Wo.)FR | — |                     |
| 1991 | Magic Boul'vard –                       | FR12 (11 Wo.)FR | — |                     |
| 1992 | Joy –                                   | FR1 (28 Wo.)FR | — |                     |
| 1992 | Tombé d’amour –                         | FR8 (15 Wo.)FR | — |                     |
| 1992 | Existe (enregistré en public à Bercy) – | FR45 (3 Wo.)FR | — |                     |
| 1995 | Destination –                           | FR49 (1 Wo.)FR | BEW20 (6 Wo.)BEW |                     |
| 1997 | J’aurais voulu te dire –                | FR49 (1 Wo.)FR | BEW30 (11 Wo.)BEW | mit Mamido          |

grau schraffiert: keine Chartdaten aus diesem Jahr verfügbar
Weitere Singles
- 1982: You Want Every Night
- 1982: Ma petite vidéo
- 1983: Folle sur les bords
- 1984: Wally boule noire
- 1984: Obsession
- 1985: Amour de corridor
- 1987: Demain c’est toi
- 1993: Elle est bien trop belle
- 1994: Fais tomber la pluie
- 1994: Le P’tit Cireur
- 1995: Exit de la nuit
- 1996: Comme un film
- 2005: Tes désirs